# Phil Silvers
Phil Silvers (ur. 11 maja 1911 w Nowym Jorku, zm. 1 listopada 1985 w Los Angeles) – amerykański komik i aktor.

## Filmografia
Seriale
- 1955–1959: The Phil Silvers Show jako sierżant Ernest G. Bilko
- 1966: Wyspa Gilligana jako Harold Hecuba
- 1977: Aniołki Charliego jako Max Brown
- 1978: Fantasy Island jako Charlie Parks

Filmy
- 1943: A Lady Takes a Chance jako Smiley Lambert
- 1944: Cover Girl jako Genius
- 1950: Summer Stock jako Herb Blake
- 1954: Top Banana jako Jerry Biffle
- 1954: Szczęściara jako Hap Schneider
- 1963: Ten szalony, szalony świat jako Otto Meyer
- 1966: Zabawna historia wydarzyła się w drodze na forum jako Marcus Lycus
- 1967: Za tym wielbłądem! jako sierżant Knocker
- 1968: Dobranoc, signora Campbell jako Phil Newman
- 1980: The Happy Hooker Goes Hollywood jako William B. Warkoff

## Nagrody i nominacje
Został uhonorowany nagrodą Emmy, a także dwukrotnie otrzymał nominację do nagrody Emmy. Posiada swoją gwiazdę na Hollywoodzkiej Alei Gwiazd.